# Myndus contaminata
Myndus contaminata är en insektsart som beskrevs av Valdes Ragues 1910. Myndus contaminata ingår i släktet Myndus och familjen kilstritar.
Artens utbredningsområde är Kuba. Inga underarter finns listade i Catalogue of Life.